# پان تفاردوفسکی

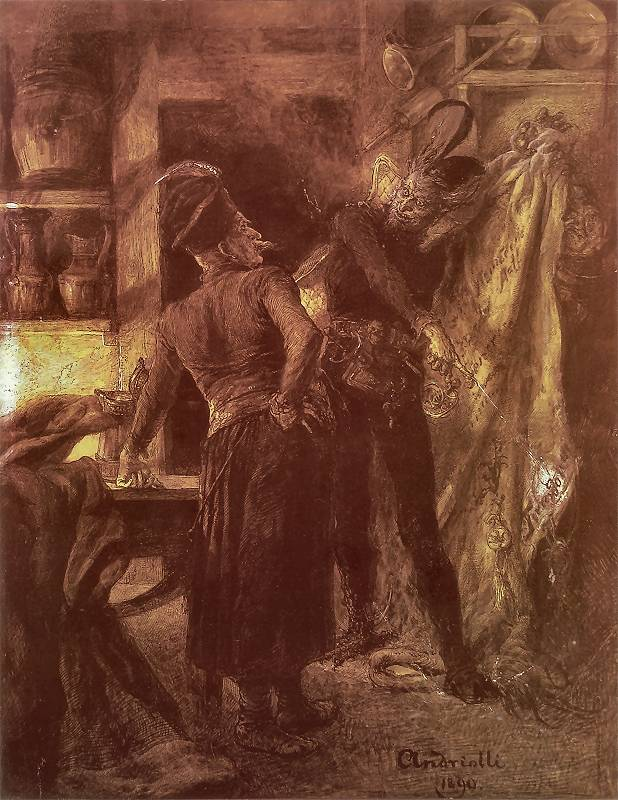
پان تفاردوفسکی و شیطان؛ اثرِ میکال الویرو آندریولی

پان تفاردوفسکی (لهستانی: Pan Twardowski؛ تلفظ لهستانی: [ˈpan tfarˈdɔfski]) در ادبیات و همچنین فرهنگ و باور عامهٔ لهستان، یک ساحر و جادوگر بود که با شیطان معامله کرد.
او روحش را در ازایِ دریافت توانایی‌ها و نیروهایی خاص - از جمله احضار روح همسر متوفای پادشاه لهستان «زیگیسموند آگوستوس» - با شیطان معامله کرد اما در نهایت با سرنوشتی شوم مواجه شد. روایات گوناگونی از پان تفاردوفسکی و ماجراهای زندگی‌اش در فرهنگ لهستان وجود دارد که پایهٔ بسیاری از حکایات و ادبیات داستانی از جمله یکی از آثار آدام میتسکیه‌ویچ است.